# Clathroterebra
Clathroterebra là một chi ốc biển, là động vật thân mềm chân bụng sống ở biển trong họ Terebridae, họ ốc dài.

## Các loài
Các loài thuộc chi Clathroterebra bao gồm:
- Clathroterebra dedonderi (Terryn, 2003)[2]
- Clathroterebra fortunei (Deshayes, 1857)[3]
- Clathroterebra guphilae (Poppe, Tagaro & Terryn, 2009)[4]
- Clathroterebra iola (Pilsbry & Lowe, 1932)[5]
- Clathroterebra mactanensis (Bratcher & Cernohorsky, 1982)[6]
- Clathroterebra poppei (Terryn, 2003)[7]
- Clathroterebra pseudofortunei Aubry, 2008[8]
- Clathroterebra reunionensis (Bratcher & Cernohorsky, 1985)[9]
- Clathroterebra russoi (Aubry, 1991)[10]
- Clathroterebra suduirauti (Terryn & Conde, 2004)[11]